# Kyffhäuserbund
Kyffhäuserbund (Kyffhäuserforbundet) er en paraplyorganisation for krigsveteranforeninger og reservistforeninger i Tyskland. Navnet skyldes Kyffhäusermonumentet (tysk: Kyffhäuserdenkmal), et mindesmærke bygget på toppen af Kyffhäuserbjerget i nærheden af Bad Frankenhausen i Thüringen i det centrale Tyskland.

## Historie
Kyffhäuserbund udsprang af en del af Deutscher Kriegerbund som grundlagde en organisation i 1900 som skulle samle de tidligere spredte tyske krigsveteranforeninger. Nogle af disse foreninger havde allerede tidligere administreret vedligeholdelsen af monumentet i fællesskab. Organisationen blev oprindelig kaldt "Kyffhäuserbund der deutschen Landeskriegerverbände", men navnet blev senere forkortet til "Kyffhäuserbund".
I 1913 havde denne paraplyorganisation 2,8 mio. veteraner som midlemmer og det var blevet en af de største foreninger i Tyskland. Under det Tyske Kejserrige blev Kyffhäuserbund anvendt imod den voksende socialdemokratiske bevægelse i Tyskland.
De vanskelige forhold i årene efter 1. verdenskrig førte til en kraftig indskrænkning af veteranorganisationerne og deres rolle i samfundet.
I 1921, under Weimarrepublikken, opgav organisationen sin føderale struktur og centraliseredes under en fælles ledelse. Efter dette tiltag skiftede den navn til "Deutscher Reichskriegerbund 'Kyffhäuser' e.V."
Som følge af den nazistiske Gleichschaltung (ensretning) blev Kyffhäuserbund nazificeret efter nazisternes magtovertagelse i 1933. Fem år senere fik den navnet "NS-Reichskriegerbund 'Kyffhäuser' e.V.", og blev den eneste organisation, som repræsenterede veteranernes interesser i Det Tredje Rige.
Kyffhäuserbund blev blev uden videre nedlagt af Adolf Hitler personligt i marts 1943 under 2. verdenskrig. Det var tilsyneladende nederlaget i Slaget om Stalingrad, som var årsagen.
Organisationens aktiver i hele Det Tredje Rige blev overført til NSDAP. Alle den tilbageværende lokalforeninger, som i krigens sidste tid blev basis for Volkssturm enheder, blev også direkte underlagt nazistpartiet.
Efter Nazitysklands nederlag i 2. verdenskrig udstedte de allierede militærregeringer en særlov vedrørende opløsning og afvikling af de nazistiske organisationer. Det denazificerings dekret forbød nazistpartiet og alle dets underorganisationer, hvilket i praksis betød opløsning af Kyffhäuserbunds efterfølgerorganisationer, som var grundlagt undet Det tredje Rige.
Opløsningen af Kyffhäuserbund betød at organisationen måtte grundlægges på ny under genopbygningen af såvel Vesttyskland som DDR.
Genetableringen af Kyffhäuser organisationen med lokale organisationer i de tyske stater begyndte i Vesttyskland i 1952. Vore dages Kyffhäuserbund understreger sin rolle som skytteforening.